# Im Schatten der Macht
Im Schatten der Macht ist ein im Auftrag der ARD erstellter zweiteiliger Spielfilm, der die letzten 14 Tage vor dem Rücktritt des Bundeskanzlers Willy Brandt in teilweise fiktionaler Aufbereitung darstellt.
Die NDR-Produktion des Regisseurs Oliver Storz wurde am 29. und 30. Oktober 2003 erstmals in der ARD ausgestrahlt. In der Woche davor war er allerdings schon bei Arte zu sehen.

## Historizität
Der Regisseur selbst legt Wert darauf, keine Dokumentation und auch kein Dokudrama gedreht zu haben. Er habe zwar Interviews mit den politischen Akteuren der Guillaume-Affäre geführt und sich historisch beraten lassen, in erster Linie sei es ihm aber darum gegangen, einen spannenden Spielfilm zu produzieren.

## Handlung
Anm.: Die Spielfilmhandlung ist teilweise fiktiv. Insofern entspricht die Darstellung nicht in allem den bekannten historischen Tatsachen.

### Teil 1
Willy Brandt befindet sich als Bundeskanzler im Frühjahr 1974 mit einem Sonderzug auf Wahlkampfreise in Norddeutschland. Er wird begleitet von Journalisten, Leibwächtern und seinem Partei-Referenten Günter Guillaume, der zu diesem Zeitpunkt bereits seit einem Jahr im Verdacht steht, ein DDR-Spion zu sein. Guillaume wird als eine Art „Mädchen für alles“ dargestellt, der sich um alle und insbesondere Brandts persönliche Belange kümmert.
Brandt weiß um den Verdacht gegen Guillaume, ist aber dem Rat des Präsidenten des Bundesamtes für Verfassungsschutz, Günther Nollau, und des politisch verantwortlichen Bundesministers des Innern, Hans-Dietrich Genscher, gefolgt, Guillaume in seiner Position zu belassen, bis ausreichende Beweise gesammelt worden sind. Brandt ändert nichts an den Zuständigkeiten des Verdächtigen und gibt sich arglos. Dies fällt Brandt nicht schwer, da er den Verdacht gegen Guillaume von Anfang an nicht ernst genommen und im Laufe der Zeit verdrängt hat.
Brandt selbst wird in schlechter Verfassung gezeigt. Außenpolitisch befindet er sich zwar auf dem Höhepunkt seines internationalen Ansehens, innerhalb seines Kabinetts aber kriselt es bereits vernehmlich.
Die Ermittlungen haben sich bereits lange ohne verwertbares Ergebnis hingezogen, weswegen Hans-Dietrich Genscher immer nervöser wird. Er setzt Nollau unter Druck, Guillaume nun endlich zu überführen oder aber die Ermittlungen einzustellen.
Nollau fürchtet ebenso wie Genscher um seine eigene Karriere und gibt den Fall trotz mangelnder Beweise an den Generalbundesanwalt ab. Dieser erlässt unmittelbar einen Durchsuchungsbefehl. Guillaume kehrt, obwohl ihm seine Observierung nicht verborgen geblieben ist, aus seinem Urlaub in Südfrankreich nach Bonn zurück. In diesem Moment lässt der Generalbundesanwalt das Bundeskriminalamt zugreifen. Bei seiner Festnahme sagt Guillaume: „Ich bin Bürger der DDR und ihr Offizier, ich bitte Sie, das zu respektieren!“, und gibt sich damit gegen jede Regel sofort zu erkennen. Zusammen mit ihm wird seine Frau Christel verhaftet. Guillaume bittet darum, mit dem Kanzler sprechen zu können. Da ihm dies verwehrt wird, schweigt er fortan beharrlich.
Im Zuge der Ermittlungen werden nun auch Sicherheitsbeamte des Begleitkommandos vernommen. Dabei werden – für den Kanzler durchaus inkriminierende – Fragen gestellt: „Bei welchen Gelegenheiten war Guillaume dabei? Etwa wenn der Kanzler in Hotels oder im Sonderzug Besuche empfing, Hintergrundgespräche führte, besonders mit Journalistinnen? Was davon hat Guillaume mitbekommen und mutmaßlich nach Ostberlin gemeldet?“ Bei den Antworten wird deutlich, dass Guillaume dem Kanzler „Frauen zugeführt“ haben soll.
Der Chef des Bundeskriminalamts, Herold, informiert darüber den Innenminister, dann auch den Verfassungsschutzpräsidenten Nollau. Dieser sucht eilends das Gespräch mit seinem Freund und Mentor Wehner und schildert erregt die seiner Sicht nach dramatische Lage. Die DDR könne mit diesen Sexgeschichten die Bundesregierung „bis auf die Knochen“ blamieren, der Bundeskanzler sei nun erpressbar. Nach Nollaus Meinung muss Brandt zurücktreten, bevor es zum Eklat kommt. Herbert Wehner tritt dem nicht entgegen und schweigt. Morgen wird er den Kanzler treffen.

### Teil 2
Der Kanzler ist inzwischen informiert über das – wie er sagt – „Gespinst von blühender Phantasie und Halbwahrheiten“. Er schwankt zwischen Niedergeschlagenheit, Depression und sogar Selbstmordgedanken auf der einen und Zuversicht, Durchhaltebereitschaft und Kampfeswillen auf der anderen Seite. Er erwägt, mit einer Kabinettsumbildung zum Angriff überzugehen. Genscher, der als Innenminister durchaus verantwortlich ist, wird kaum freiwillig gehen. Das Bündnis mit der FDP lässt eine Entlassung Genschers nicht zu, da dieser designierter Nachfolger von Walter Scheel, der in Kürze zum Bundespräsidenten gewählt werden soll, als Außenminister ist.
Der Film stellt Anzeichen dar, die dafür sprechen, dass Details der amourösen Affären bereits der Opposition und auch der Boulevardpresse zugespielt worden sind. Am Rande der Tagung zwischen SPD- und Gewerkschaftsfunktionären in Bad Münstereifel kommt es am Abend des 4. Mai zu einem Vier-Augen-Gespräch zwischen Wehner und Brandt. Wehner fordert Brandt – mit einem gewissen ultimativen Druck – auf, binnen 24 Stunden selbst zu entscheiden. Brandt verlässt das Gespräch, das mit eisigem Schweigen endet, mit dem Eindruck, dass Wehner und die Fraktion ihn nicht in der Weise unterstützen werden, wie es für ein Durchstehen der Affäre nötig wäre. Er entscheidet sich noch in der Nacht zum Rücktritt. Als er dies am nächsten Morgen den SPD-Spitzenfunktionären mitteilt, verliert Schmidt die Beherrschung; so wolle er nicht Kanzler werden. Brandt registriert, dass Wehner während dieser Gespräche schweigt.
Brandt zögert noch, den Rücktrittsbrief vom Vorabend an Bundespräsident Heinemann auf den Weg zu bringen. Sein Zaudern wird für alle Beteiligten inner- und außerhalb des Kanzleramtes als belastend und nervenaufreibend dargestellt. Während dieser Zeit erscheint auch Genscher einmal im Vorzimmer, spricht aber nicht mit dem Kanzler und geht wieder. Schließlich rät Bahr, der Brandt politisch und menschlich am nächsten steht, dem Kanzler doch zurückzutreten, solange er selbst noch Herr des Verfahrens sei. Eine Neuauflage der Kampagne mit Anwürfen und Diffamierungen, wie man sie 1961 und 1965 erlebt habe, würde Brandt nicht mehr durchstehen. Wenn er aber jetzt in Würde selbst zurücktrete, könne ihn niemand hindern, die Führungsfigur der europäischen Sozialdemokratie zu werden. Damit wird Bahr in dem Film zum endgültigen Auslöser für den Rücktritt. Am Abend des 6. Mai schickt Brandt endlich seinen Amtschef Grabert mit dem Rücktrittsbrief zu Heinemann. Mit seinen engsten Vertrauten nimmt er einen Abschiedsdrink. Beim Verlassen des Kanzleramtes bittet sein Chefleibwächter unter Tränen um Verzeihung: Zu den Aussagen über Brandts Privatleben sei er gezwungen worden.
Nachdem die ersten Meldungen über den Rücktritt über den Ticker gelaufen sind, zieht ein Fackelzug von hundert jungen Menschen noch in der Nacht zum Kanzlerpavillon auf dem Venusberg. Brandt zeigt sich ihnen aber nicht.

## Auszeichnungen
Dem Zweiteiler war kein großer Publikumserfolg beschieden, er gewann jedoch einige Auszeichnungen:
- Deutscher Fernsehpreis 2004:
  - Deutscher Fernsehpreis an Jürgen Hentsch als Bester Schauspieler in einer Nebenrolle
  - Nominierung von Hans Grimmelmann in der Kategorie Beste Kamera
  - Nominierung von Eduard Krajewski (Produktions-Designer) und Wiebke Kratz (Kostümbildnerin) in der Kategorie und Beste Ausstattung/Kostüm

- Goldene Kamera 2004:
  - Goldene Kamera an Michael Mendl als Bester deutscher Schauspieler
  - Nominierung in der Kategorie Bester deutscher Fernsehfilm

## Kritiken
- Lexikon des internationalen Films: „Dokumentarisches Fernsehspiel über einen der größten bundesdeutschen Polit-Skandale, das in epischer Breite historische Zusammenhänge vermittelt, Karrieregedanken der Beteiligten zur Sprache bringt und auch innerparteiliche Animositäten anspricht. Eindrucksvoll fotografiert, gewährt der Film einen Blick hinter die Kulissen der Macht, wobei er sich von der vielfach aufgeworfenen Frage emanzipiert, ob Brandt der Wirklichkeit standhalten konnte. Seine Qualität ist seine Nachdenklichkeit, seine bewusste Rauch- und Nebelmacherei, die die Figuren in ein Möglichkeits- und Motivfeld einbettet, ohne sie durch Allwissenheit zu zerstören. Oberflächlich wirkt der Film wie aus einem Guss, doch seine (konstruktive) Zerrissenheit wird offenkundig, wenn man über ihn nachdenkt.“[6]
- FAZ: „‚Im Schatten der Macht‘ heißt der hervorragende Spielfilm von Oliver Storz, (...) der sich quasi ausschließlich den beiden Wochen vor dem Kanzlersturz widmet. (...) Matthias Brandt, der Sohn von Willy Brandt, spielt den Kanzlerreferent und DDR-Spion Günter Guillaume.“
- Badisches Tagblatt vom 18. Oktober 2003: „Regisseur Storz inszeniert den Politskandal als düsteres Drama, viele Szenen spielen bei Nacht, es regnet häufig. Einige der imposanten und völlig unpersönlichen Büros und Konferenzräume, in denen die vom Gang der Ereignisse mehr und mehr mitgenommenen Figuren meist agieren, sind von einer beklemmenden Kälte der Macht durchdrungen. Der Film lebt vor allem vom Können seiner Darsteller - darunter auch Barbara Rudnik als Brandts Frau Rut und Ulrich Mühe als sein Vertrauter Günther Gaus.“
- Die Fernsehbeilage des Sterns findet, „dass die Dialoge im Film der Sprache entsprechen, die in diesen Amtsstuben gesprochen wird, selbst dann, wenn die Amtswelt Kopf steht. (...) Solcher Zusammenhang von Kleinigkeiten und großem Drama macht 'Im Schatten der Macht' zur Politik-Studie von mitunter zeitloser Qualität.“

## Zitate
- Egon Bahr auf die Frage, ob es denn genau so gewesen sei[7]: „Nein, kann es gar nicht. Es gibt zu viele Wahrheiten. Und dort ist das zusammengetragen worden, was zugänglich ist. Also, ich gebe Ihnen mal ein Beispiel. Eine entscheidende Diskussion hat es gegeben zwischen Brandt und Wehner. Und die waren allein und es gibt keine Aufzeichnung darüber. In dem Film werden alle Argumente, die man zwischen Brandt und Wehner haben konnte, den beiden in den Mund gelegt. Das ist dramaturgisch exzellent, aber war nicht die ganze Wirklichkeit, weil niemand dabei war.“

- Matthias Brandt, der als Willy Brandts tatsächlicher Sohn im Film die Rolle des Guillaume spielt, im Interview[8]: „Mir war in erster Linie wichtig, die Figur nicht zu bewerten. Mal ausgehend von der Hypothese, dass Guillaume in zwei Loyalitäten gelebt hat, darf man da natürlich keine Färbung reinbringen. Man muss einfach versuchen, jemanden mit so einem Doppelleben in beiden dieser Leben authentisch zu zeichnen. Mich hat dieses psychologische Phänomen interessiert. (...) Es gibt glaubhafte Berichte, dass er im Gefängnis einen Zusammenbruch erlitt, als er von Brandts Rücktritt erfahren hatte. Guillaume hat auch aus dem Gefängnis Briefe an Mitarbeiter Brandts geschrieben: Man müsse sich doch noch mal zusammensetzen, er müsse das doch alles erklären. Es ist also nur folgerichtig, diese Figur auch in der Rolle des Opfers zu zeigen.“

- Infotext des produzierenden NDR[9]: „Storz legt Wert darauf, dass ‚Im Schatten der Macht‘ keinesfalls ein Doku-Drama ist. Im Vorfeld hat er Interviews mit der Familie Brandt geführt, mit allen beteiligten Spitzenpolitikern gesprochen und sich von Kennern der politischen Szene wie dem Journalisten Hermann Schreiber beraten lassen. Dennoch geht es ihm primär darum, einen spannenden Spielfilm zu drehen. Er balanciert während der Dreharbeiten quasi auf dem Drahtseil: zwischen Vermutungen, Tatsachen und der eigenen szenischen Gestaltungskraft.“

## Kuriosa
Das Bestreben, an öffentlich zugänglichen und oft bekannten Originalschauplätzen zu drehen, führt zu einigen Anachronismen, da viele Örtlichkeiten in den vergangenen dreißig Jahren einige Veränderungen erfahren haben. Das im ersten Teil zu sehende Bahnhofsschild des Bahnhofs Göttingen hat ein Schriftdesign, das in den 1970er Jahren noch nicht verwendet wurde. Ebenso zeigt der Film die Insel Helgoland als modernisierten Kurort und nicht die Provisorien von 1974. Besonders die auffällige Straßenbeleuchtung der Kurpromenade wurde erst ab etwa 1990 für norddeutsche Seebäder typisch.